# 15507 Rengarajan
15507 Rengarajan este un asteroid din centura principală de asteroizi.

## Descriere
15507 Rengarajan este un asteroid din centura principală de asteroizi. A fost descoperit pe 9 septembrie 1999 la Socorro, New Mexico, în cadrul proiectului LINEAR. Asteroidul prezintă o orbită caracterizată de o semiaxă mare de 2,40 ua, o excentricitate de 0,14 și o înclinație de 5,7° în raport cu ecliptica.